# Gran Telescopi Mil·limètric
El Gran Telescopi Mil·limètric, o Gran Telescopio Milimétrico Alfonso Serrano, en honor del seu impulsor (GTM, Large Millimiter Telescope LTM, en anglès) és un telescopi construït al cim del «Sierra Negra» a 4.600 m d'altitud i cinquè pic més alt de Mèxic, un volcà a l'estat de Puebla. El GTM bserva les ones de ràdio de longituds d'1 a 4 mm. Amb un diàmetre de 50 m i 2000 m² d'àrea col·lectiva, és el més gros telescopi d'un disc del món i el més sensible en la seva freqüència, construït per observar ones de ràdio de longituds d'ona entre aproximadament 0.85 fins a 4 mm. Posat en funcionament el 2011, la construcció ha durat deu anys i ha costat uns 200 milions de dòlars. És un projecte de l'Institut Nacional d'Astrofísica, Òptica i Electrònica (INAOE) de Mèxic (80%) i la Universitat de Massachusetts d'Amherst (20%).
Les observacions de longitud d'ona del GTM permeten als astrònoms veure regions que són enfosquides per la pols del medi interestel·lar per incrementar el coneixement sobre la formació dels estels. Hi poden observar els planetesimals i planetes d'altres sistemes solars i els discos protoplanetaris extrasolars que són relativament freds i emeten la majoria de llur radiació en longituds d'ona mil·limètriques.